# Operacja K
Operacja K (jap. K作戦, Kē-sakusen, także drugi nalot na Pearl Harbor) – japońska operacja lotnicza podczas II wojny światowej, mająca pozwolić na oszacowanie stanu odbudowy amerykańskiej bazy morskiej w Pearl Harbor w kilka miesięcy po jej zbombardowaniu przez samoloty japońskie 7 grudnia 1941 roku.
Marynarka wojenna Cesarstwa Japonii planowała wysłać nowo przyjęte do służby łodzie latające Kawanishi H8K do ponownych ataków na Pearl Harbor oraz rozpoznania lotniczego stanu odbudowy urządzeń portowych. Jako że amerykańskie bazy wojskowe na Hawajach oddalone były od najbliższych lotnisk japońskich o wiele tysięcy kilometrów, łodzie miały uzupełnić paliwo z okrętów podwodnych w pobliżu bezludnego atolu French Frigate Shoals, a stamtąd zaatakować Hawaje i powrócić do japońskiej bazy na atolu Wotje. 
Mimo zaawansowanych planów, ostatecznie w jedynym nalocie przeprowadzonym 4 marca 1942 roku wzięły udział zaledwie dwie łodzie latające. Z powodu trudnych warunków atmosferycznych i błędów w planowaniu operacji nie wykonały one rozpoznania, a tylko jedna z nich zrzuciła bomby z dala od instalacji wojskowych, nie wyrządzając większych szkód. Kolejnych lotów zaniechano. Mimo fiaska, operacja ta odnotowana została jako jedna z najdłuższych misji bombowych swoich czasów.

## Przygotowania
Debiut bojowy łodzi latających H8K nastąpił miesiąc po ich oficjalnym zaakceptowaniu do uzbrojenia Lotnictwa Marynarki, jeszcze zanim ukończono pierwszy egzemplarz seryjny. Dwa samoloty H8K1 z Yokohama Kokutai zostały wykorzystane w zakończonej niepowodzeniem operacji K (K-sakusen), nazywanej także drugim nalotem na Pearl Harbor.
Japońskie rozpoznanie lotnicze nad Pearl Harbor, przeprowadzone przez samoloty Yokosuka E14Y z okrętów podwodnych, 17 grudnia 1941 roku z okrętu I-7 oraz 5 stycznia 1942 roku z okrętu I-19, wykazało, że Amerykanie szybko usuwają uszkodzenia po nalocie z 7 grudnia. Ppłk Tatsukichi Miyo z sekcji planowania Sztabu Generalnego Marynarki (Gunreibu) zaproponował więc drugi nalot na amerykańską bazę. Do wykonania tego zadania, zamiast lotnictwa pokładowego, wybrano wielkie łodzie latające. Wybór padł na H8K1, ponieważ H6K miały za mały zasięg i zbyt słabe uzbrojenie obronne do tak ryzykownej misji. Głównym celem operacji K był suchy dok 1010, a ubocznym efektem ataku miało być obniżenie morale Amerykanów poprzez wykazanie, że główna baza ich floty na Pacyfiku wciąż nie jest bezpieczna i pozostaje w zasięgu japońskiego lotnictwa.
Pierwotnie w operacji K planowano wykorzystanie wszystkich pięciu istniejących w tym czasie prototypów H8K1. Samoloty te jednak były wykorzystywane do prób i tylko dwa z nich udało się doprowadzić na czas do stanu gotowości bojowej. Do udziału w ataku wyznaczono drugi dodatkowy prototyp, o numerze seryjnym 73 i oznaczeniu Y-71 na usterzeniu, pilotowany przez kpt. Toshio Hashizume, oraz czwarty dodatkowy prototyp, o numerze seryjnym 55 i oznaczeniu Y-72, pilotowany przez ppor. Shosuke Sasao.

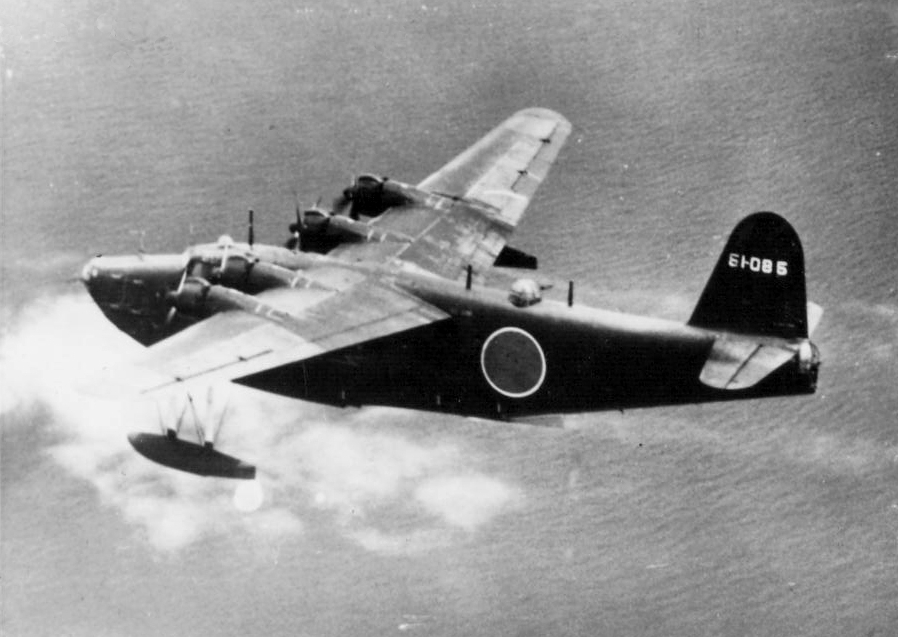
Kawanishi H8K w locie

W drugiej połowie stycznia 1942 roku szef sztabu Połączonych Flot, wiceadmirał Matome Ugaki, polecił rozpocząć przygotowania do operacji K. Poza samolotami miały w niej wziąć udział również okręty podwodne, służące jako pomoce nawigacyjne na trasie przelotu i zbiornikowce. Na południe od Hawajów skierowano okręt podwodny I-23, który miał podjąć załogi samolotów, gdyby te wracały z misji zbyt uszkodzone, by dolecieć do bazy. 13 lutego oba prototypy H8K1 wyruszyły z Jokohamy i przez Saipan na Marianach oraz Truk na Karolinach 16 lutego dotarły do Jaluit na Wyspach Marshalla. Trzy dni później samolot Y-71 poleciał na Kwajalein, w celu przeprowadzenia treningu w uzupełnianiu paliwa na morzu z okrętu podwodnego. Druga łódź pozostała na Jaluit do czasu usunięcia usterki klap. Pierwotnie operację planowano rozpocząć pod koniec lutego, ale po amerykańskim nalocie na Rabaul 20 lutego i na Wake 24 lutego, termin ten przesunięto na 2 marca, gdyż wszystkie okręty podwodne skierowano do poszukiwania nieprzyjacielskiej floty. 2 marca oba samoloty przybyły do atolu Wotje, leżącego 400 km na północ od Jaluit, gdzie zostały po raz ostatni sprawdzone, zatankowane i uzbrojone w cztery bomby po 250 kg każdy. Ostatnią odprawę dla lotników poprowadził osobiście dowódca 4. Floty, wiceadmirał Shigeyoshi Inoue.

## Operacja K

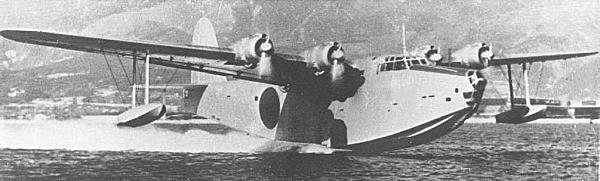
Prototyp Kawanishi H8K podczas startu. W operacji K wzięły udział dwa samoloty z wczesnej wersji produkcyjnej.

Opóźnienie w zajęciu wyznaczonych pozycji przez okręty podwodne spowodowało przesunięcie daty ataku o jeden dzień. 4 marca o godzinie 00:25 czasu tokijskiego (3 marca 4:55 czasu hawajskiego) oba H8K1 wystartowały z Wotje i skierowały się w stronę odległego o 2600 km bezludnego atolu French Frigate Shoals. W ustalonym momencie okręt podwodny I-9, który znajdował się około 1125 km na południowy zachód od atolu, rozpoczął nadawanie sygnału radiowego, aby naprowadzić samoloty. Około 14:00 (18:30), po 13,5 godzinach lotu, obie łodzie pojawiły się nad French Frigate Shoals, ale jeszcze przez 45 minut krążyły wokół niego, upewniając się, że w pobliżu atolu nie ma żadnych śladów obecności sił przeciwnika. Wreszcie o 14:50 (19:20) obie łodzie latające bezpiecznie wodowały w lagunie.
Po uzupełnieniu paliwa z okrętów podwodnych I-15 i I-19 oraz krótkim odpoczynku, o 17:08 (21:38) samoloty wystartowały do 900-kilometrowego lotu nad Oʻahu. Trasa prowadziła przez wyspy Necker Island, minięte o 17:59 (22:29), Nihoa, minięte o 19:25 (23:55), oraz pomiędzy wyspami Niʻihau i Kauaʻi, miniętymi o 20:35 (01:05). O 19:44 (00:14) japońskie samoloty zostały wykryte przez radar na Kauaʻi. Godzinę później Amerykanie wysłali w powietrze cztery myśliwce Curtiss P-40 i trzy łodzie latające PBY Catalina. Jednak ich piloci nie odnaleźli intruzów w ciemnościach. 
H8K1 dotarły bez przeszkód nad Oʻahu około 21:30 (02:00). Nad wyspą samoloty rozdzieliły się i przez duże zachmurzenie straciły ze sobą kontakt wzrokowy. Y-71 zrzucił bomby o 21:40 (02:10), a Y-72 o 22:00 (02:30). Oba ataki były niecelne. Bomby Y-71 spadły na zalesione stoki Mt Tantalus niedaleko plaży Waikīkī, prawie 10 km od wyznaczonego celu, natomiast bomby Y-72 wpadły do morza u ujścia zatoki Pearl Harbor. 
Po zrzuceniu bomb obie łodzie skierowały się bezpośrednio w stronę odległych o 3200 km Wysp Marshalla. Jako pierwszy 5 marca o 10:15 (4 marca 14:45) wodował w atolu Wotje Y-72. Załoga Y-71 wykryła w drodze powrotnej dziurę w dnie kadłuba, wobec czego Taii Hashizume skierował maszynę do dysponującej lepszym zapleczem bazy w Jaluit, gdzie wodowała o 10:30 (15:00). Japońskie samoloty pokonały w obie strony dystans 7600 km, spędzając w powietrzu prawie 32 godziny.

## Epilog
5 dni później obie łodzie zostały wysłane na misje rozpoznawcze nad wyspami Midway i Johnston. Y-71 została wykryta przez amerykański radar na Midway i zestrzelona około 70 km na zachód od atolu przez cztery myśliwce Brewster F2A-3 z dywizjonu VMF-221. Amerykańscy lotnicy zgodnie rozpoznali nowy samolot jako H6K. Tymczasem samolot Y-72 bez przeszkód wykonał swoją misję nad wyspą Johnston, po czym 18 marca odleciał z Jaluit do Japonii, gdzie dotarł 25 marca.